# What in XXXTarnation
What in XXXTarnation è un singolo del rapper statunitense XXXTentacion, pubblicato il 18 aprile 2017 come primo e unico estratto del mixtape Members Only, Vol. 3.
Il singolo ha visto la collaborazione del rapper statunitense Ski Mask the Slump God.

## Antefatti
Il 15 aprile 2017 è stato mostrato in anteprima uno snippet del brano tramite un video pubblicato da Ski Mask the Slump God sul suo account Twitter.
Il titolo della canzone e la copertina sono ispirati da un meme che ritrae X in un abito da cowboy con la didascalia What in XXX tarnation, ispirata al famoso meme What in Tarnation.

## Tracce
Versione singolo
1. What in XXXTarnation – 2:44 (testo: Stokeley Goulbourne, Jahseh Onfroy – musica: Stain)

Versione album
1. WHATINXXXTARNATION!? – 2:44 (testo: Stokeley Goulbourne, Jahseh Onfroy – musica: Stain)